# Anacostia Community Museum
Anacostia Community Museum är ett museum i Washington, D.C., en del av Smithsonian Institution, och som beläget i den sydöstra stadsdelen Anacostia.

## Bakgrund
Museet öppnade 1967, och är nu ett museum som visar upp afroamerikanernas historia och kultur i en stadsdel som av hävd länge har varit övervägande "färgad". I museet finns fotografier, tavlor och skulpturer utförda av de färgades konstnärer. Fram till 2006 var museets namn Anacostia Neighborhood Museum.